# Döhlen (Freital)
Döhlen ist ein links der Weißeritz gelegener Stadtteil der sächsischen Großen Kreisstadt Freital im Landkreis Sächsische Schweiz-Osterzgebirge. Die im Jahr 1206 ersterwähnte Siedlung war lange Zeit der bedeutendste Ort in der näheren Region und ist Namensgeberin für das umliegende Döhlener Becken, in dem sich die heutige Stadt Freital befindet. Döhlen war eine der drei Gemeinden, die die Stadt im Jahr 1921 durch Zusammenschluss gründeten.
Mit etwa 3500 Einwohnern gehört Döhlen bis heute zu den größeren Freitaler Stadtteilen. Vor allem entlang der Weißeritz befinden sich für die Stadt bedeutende gesellschaftliche und infrastrukturelle Einrichtungen, während der ältere Ortskern etwas abseits des Flusses gelegen ist.

## Geographie

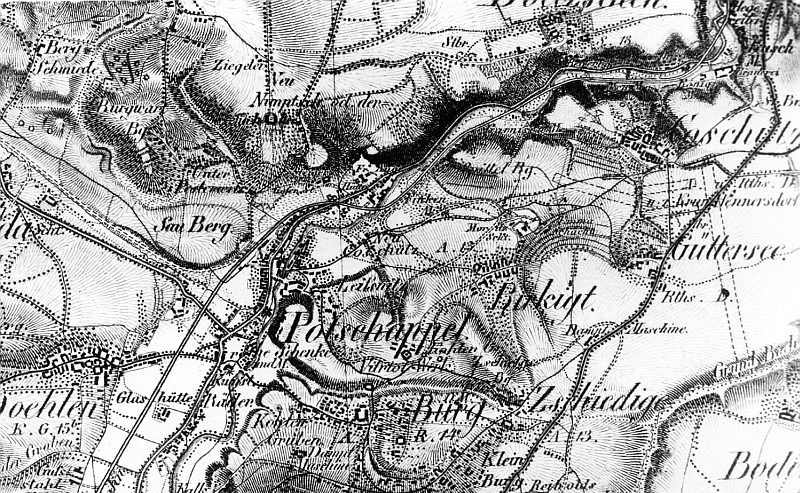
Döhlen und östlich benachbarte Dörfer auf einer Karte aus dem 19. Jahrhundert

Der Stadtteil erstreckt sich vom linken, westlichen Ufer der Weißeritz ausgehend nach Westen und Nordwesten. Dabei schließt sich an den Fluss zunächst eine im Schnitt etwa 500 Meter breite Ebene an, bevor das Gelände nach Westen hin ansteigt. Die durchschnittliche Höhenlage Döhlens wird mit 175 m ü. NHN angegeben. Am Übergang zwischen Ebene und Hang befindet sich der Siedlungskern, gekennzeichnet unter anderem durch Kirche, Friedhof und das ehemalige Rathaus. Die Erhebungen Kirschberg und Daubenberg im Norden und der Eichberg im Süden bilden ein Tal aus, in dem sich die Siedlung weiter nach Westen zieht und dort den Teilort Oberdöhlen bildet. Dagegen wird der sich in der Ebene befindende Siedlungsteil aufgrund der späteren Erschließung als Neudöhlen bezeichnet. Dort befand sich zuvor der wüst gefallene Ort Weitzschen.
Döhlen ist zentral im Freitaler Stadtgebiet gelegen, die Ortsgemarkung misst 2,65 Quadratkilometer. Die Weißeritz markiert ihren Abschluss nach Osten, wo sich der Stadtteil Burgk mit seiner Gemarkung Großburgk anschließt. An der Leßkestraße gibt es einen kurzen gemeinsamen Grenzabschnitt mit Niederhäslich, ansonsten bildet der Stadtteil Deuben die südliche Begrenzung Döhlens. Hangaufwärts schließt sich im Westen Weißig an, nordöstlich am Kirschberg grenzt Zauckerode an Döhlen. Im Norden markieren abschnittsweise der Straßenzug Wilsdruffer Straße und die Wiederitz die Grenze zum Nachbarort Potschappel.
Im Norden des Stadtteils befinden sich oberflächennahe Lehmlagerstätten, die industriell im Tagebau ausgebeutet werden.

## Geschichte
Der Ortsname geht auf die altsorbische Sprache zurück und bedeutet „Ort im Tal“. Erstmals erwähnt wurde das Dorf 1206 in derselben Urkunde, die die Ersterwähnung Dresdens sowie die von Potschappel und Wurgwitz enthält. Diese Urkunde nennt „Arnoldus de Dolen“ (Arnold von Döhlen) als einen der Zeugen im Schlichtungsverfahren eines Rechtsstreits zwischen dem Bischof von Meißen und dem Burggrafen von Dohna um die Burg Thorun. Im Laufe der Jahrhunderte tauchen neben „Dolen“ unter anderem die Ortsnamenformen „Dolin“, „Dalen“, „Dalan“, „Dolan“, „Dölen“ und „Delen“ auf. Im Jahr 1875 heißt das Dorf schließlich „Döhlen b. Dresden“, um es von fünf gleichnamigen Dörfern in Sachsen zu unterscheiden.

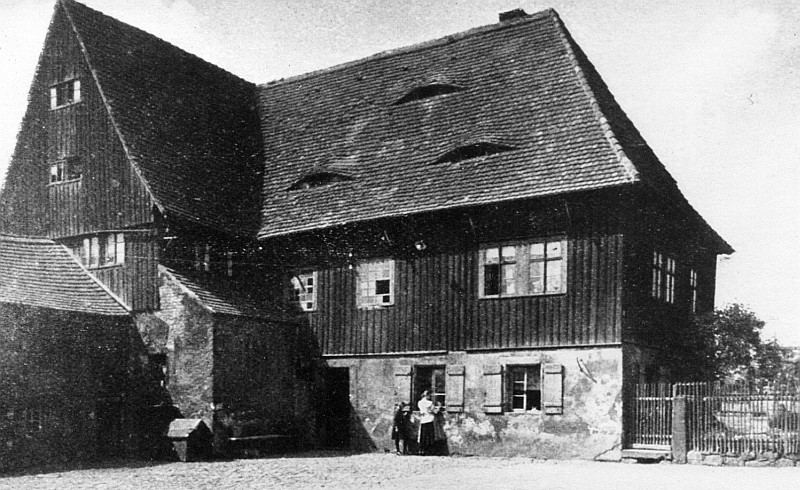
Alte Rote Mühle Döhlen

Das Rittergut Arnolds von Döhlen befand sich in einer zum Schutz der Deutschen Ostsiedlung erbauten Wehranlage neben der Kirche im Bereich des heutigen Johann-Georg-Palitzsch-Hofs. Zwischen Kirche und Dorfanger lag das Pfarrlehn. Als Kirchdorf entwickelte sich Döhlen zum Zentrum der Region. Die später entstandene Kirchschule besuchten Kinder aus sämtlichen Nachbardörfern. Die Grundherrschaft übten über die gesamte frühe Neuzeit die Besitzer des Ritterguts Döhlen aus. So hatte Döhlen im 16. Jahrhundert an den Gutsherrn Hans von Grensing verschiedene Abgaben zu erbringen. Dem Rittergut unterstanden neben anderen Dörfern in der Umgebung auch entferntere Orte, darunter ein Teil von Rähnitz im Norden Dresdens. Nach dem Tod des Gutsherrn Alexander von Schönberg († 1801) kaufte der sächsische Staat das aus Schloss und Gutshof sowie den angeschlossenen Ländereien bestehende Rittergut, das damit zum Kammergut wurde. Ausschlaggebender Grund dafür waren die lukrativen Kohlefelder in dessen Einflussbereich, die anschließend mit anderen Gruben zum Zauckeroder Steinkohlewerk unter der Leitung von Carl Wilhelm von Oppel zusammengefasst wurden.

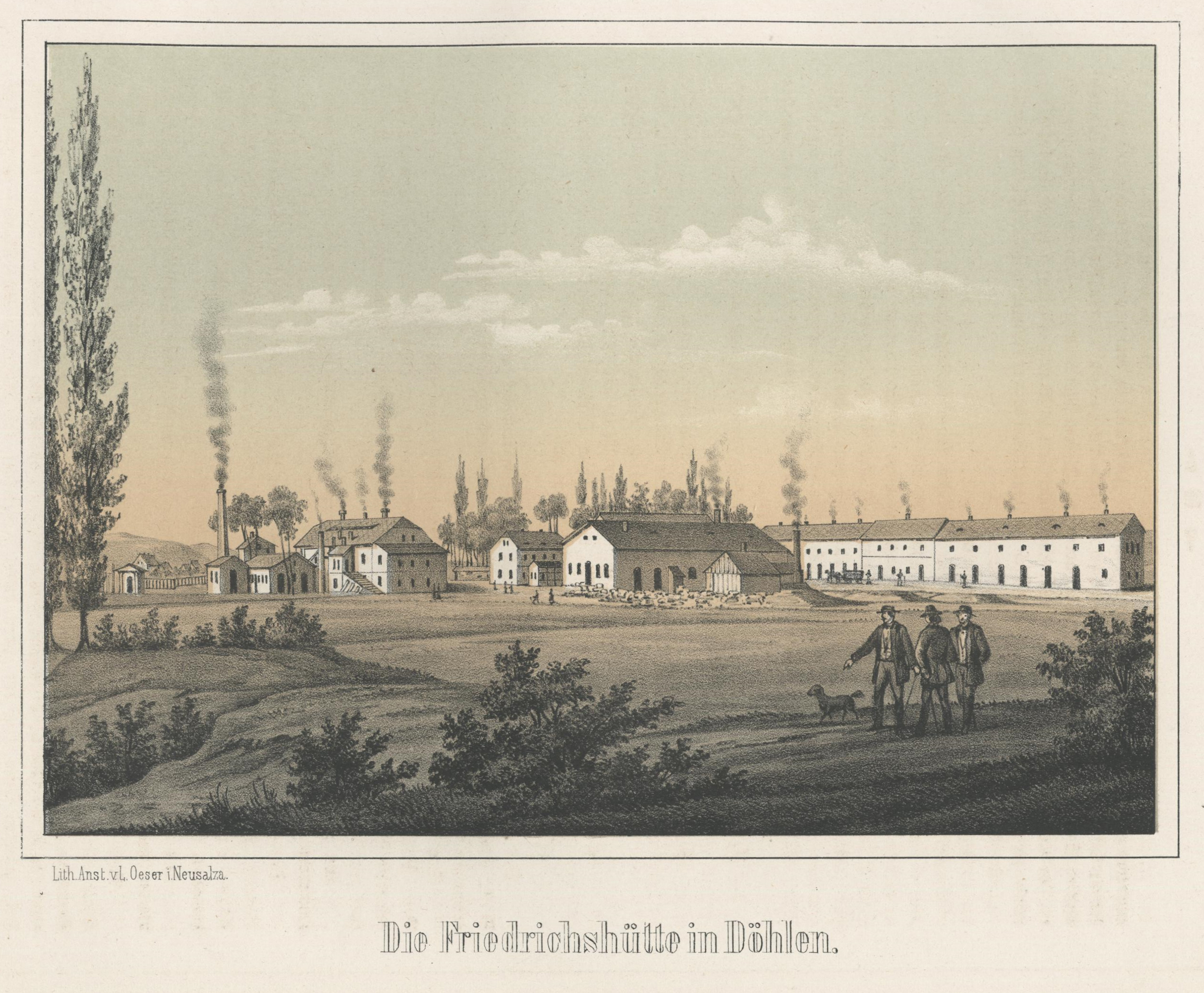
Glasfabrik Döhlen (Friedrichshütte) um 1856

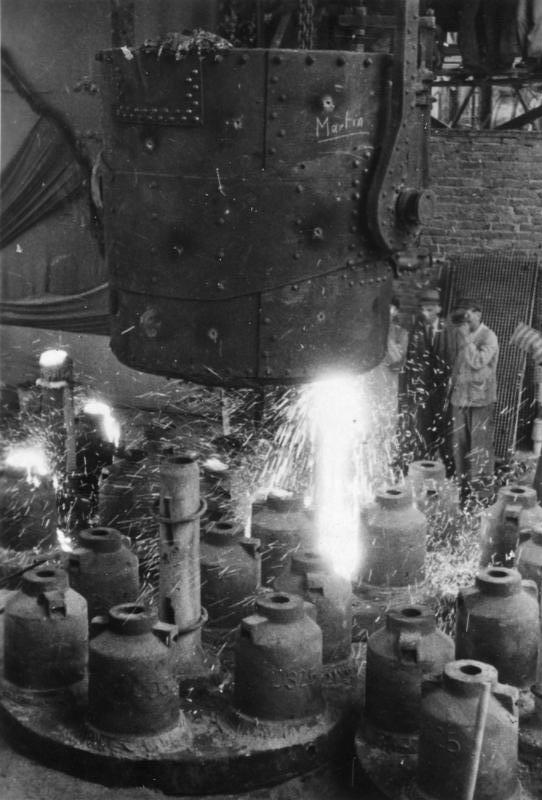
Stahlwerk Döhlen

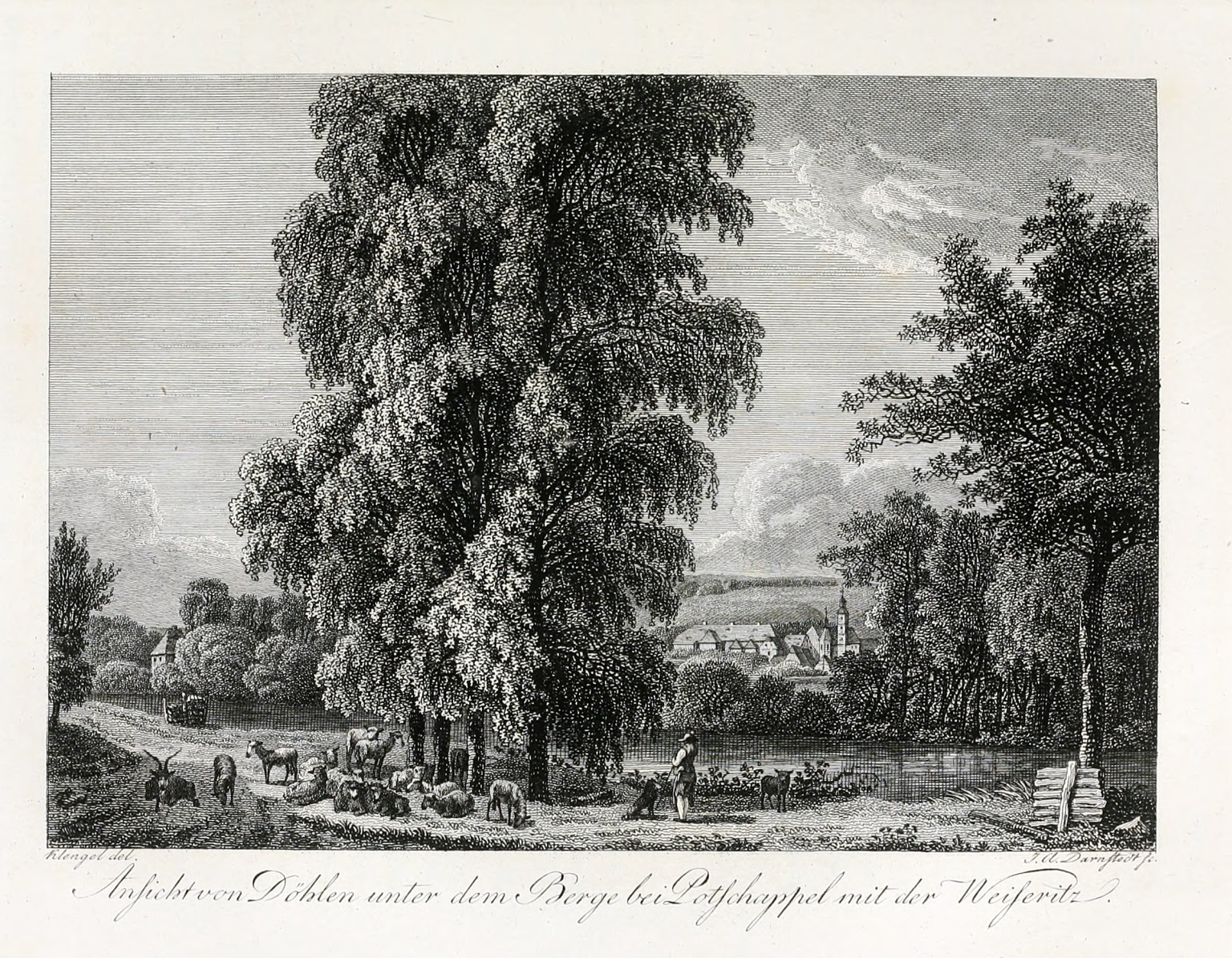
Ansicht von Döhlen auf einer Zeichnung von 1799

Döhlen war bis ins 18. Jahrhundert das bevölkerungsreichste Dorf am Oberlauf der vereinigten Weißeritz. Beim Bau der Straße von Dresden durch den Plauenschen Grund nach Tharandt ab 1745 blieb Döhlen etwas abseits, die neue Route führte durch Potschappel. Von diesem Zeitpunkt an ging die zentrale Bedeutung Döhlens zurück, die Bevölkerungszahlen von Burgk, Potschappel und Deuben stiegen deutlich stärker an. Auch an der Bahnstrecke Dresden–Werdau erhielt Döhlen im Gegensatz zu seinen Nachbardörfern keinen Bahnhof, obwohl sie auch über Döhlener Flur führt. Selbst Carl Friedrich August Freiherr Dathe von Burgk und seine Nachfolger vermochten nicht, Döhlen entscheidend zu fördern.
Allerdings siedelten sich im 19. Jahrhundert entlang der Bahnstrecke bedeutende Industriebetriebe an, darunter 1818 die Glasfabrik Döhlen und 1855 die Gussstahlhütte, aus der das Edelstahlwerk hervorging. In beiden waren zeitweise jeweils über 1000 Arbeiter beschäftigt. Außerdem wurde Döhlen Sitz eines Amtsgerichts. Im Jahr 1880 wurde die baufällige romanische Saalkirche, in der zwei Jahre zuvor Otto Lilienthal geheiratet hatte, abgerissen und bis 1882 durch einen Neubau an gleicher Stelle ersetzt. Auf dem Kirchhof befindet sich eine 1899 errichtete Denkmälerhalle, das Freiherrlich-Burgksche Mausoleum, ein Kriegerdenkmal und ein Medaillon für die hier begrabene Wilhelmine Reichard. Östlich des alten Dorfkerns entstand ab 1890 Neudöhlen mit zwei Zentren um den heutigen Platz des Friedens an der Grenze zu Potschappel und um den Neumarkt und die Leßkestraße an der Grenze zu Deuben. In diesem Gebiet hat die Wüstung Weitzschen gelegen. Die Döhlener Gutsblockflur war um 1900 etwa 387 Hektar groß. In den Jahren 1914/1915 ließ die Gemeinde Döhlen ein prächtiges Rathaus errichten, welches nach 1952 dem Kreis Freital als Verwaltungsgebäude diente.
Am 1. Oktober 1921 schlossen sich Deuben, Döhlen und Potschappel zu einer gemeinsamen Stadt zusammen. Da für den Stadtnamen kein Name einer der Gründungsgemeinden infrage kam, wurde ein Namenswettbewerb ausgerufen. Dabei setzte sich Freital („Freies Tal“) durch, der Vorschlag des Döhlener Gemeindevertreters Hermann Henker. Entlang der Dresdner Straße entstanden in den 1930er Jahren auch auf Döhlener Flur planmäßige Neubauten. Im Zweiten Weltkrieg spielte das in Döhlen gelegene Freitaler Stahlwerk eine wichtige Rolle als Rüstungsbetrieb und beschäftigte zahlreiche Zwangsarbeiter. An sie und andere NS-Opfer erinnert eine 1958 aufgestellte Bronzeplastik von Wieland Förster. Das bis 1945 verpachtete Kammergut wurde nach Kriegsende enteignet. In der Zeit der DDR dehnte sich das Edelstahlwerk über weite Teile des Ostens der Döhlener Flur aus. Unter anderem wurde die Hüttenstraße eingezogen und für den öffentlichen Verkehr gesperrt. Erst 2000 wurde sie als Teil der neuen Nordwest-Tangente, die die Dresdner Straße entlastet, wieder freigegeben. Dies wirkte sich sehr positiv auf die Erreichbarkeit Döhlens aus. Im alten Döhlener Dorfkern, der an der Lutherstraße liegt, blieben einige Bauernhöfe aus dem 19. Jahrhundert bis heute erhalten.

### Entwicklung der Einwohnerzahl
| Jahr | Einwohner                                  |
| ---- | ------------------------------------------ |
| 1551 | 18 besessene Mann, 10 Gärtner, 52 Inwohner |
| 1764 | 13 besessene Mann, 1 Gärtner, 6 Häusler    |
| 1834 | 640                                        |
| 1871 | 1957                                       |
| 1890 | 2948                                       |
| 1910 | 5165                                       |
| 1925 | siehe Freital                              |

## Sehenswürdigkeiten

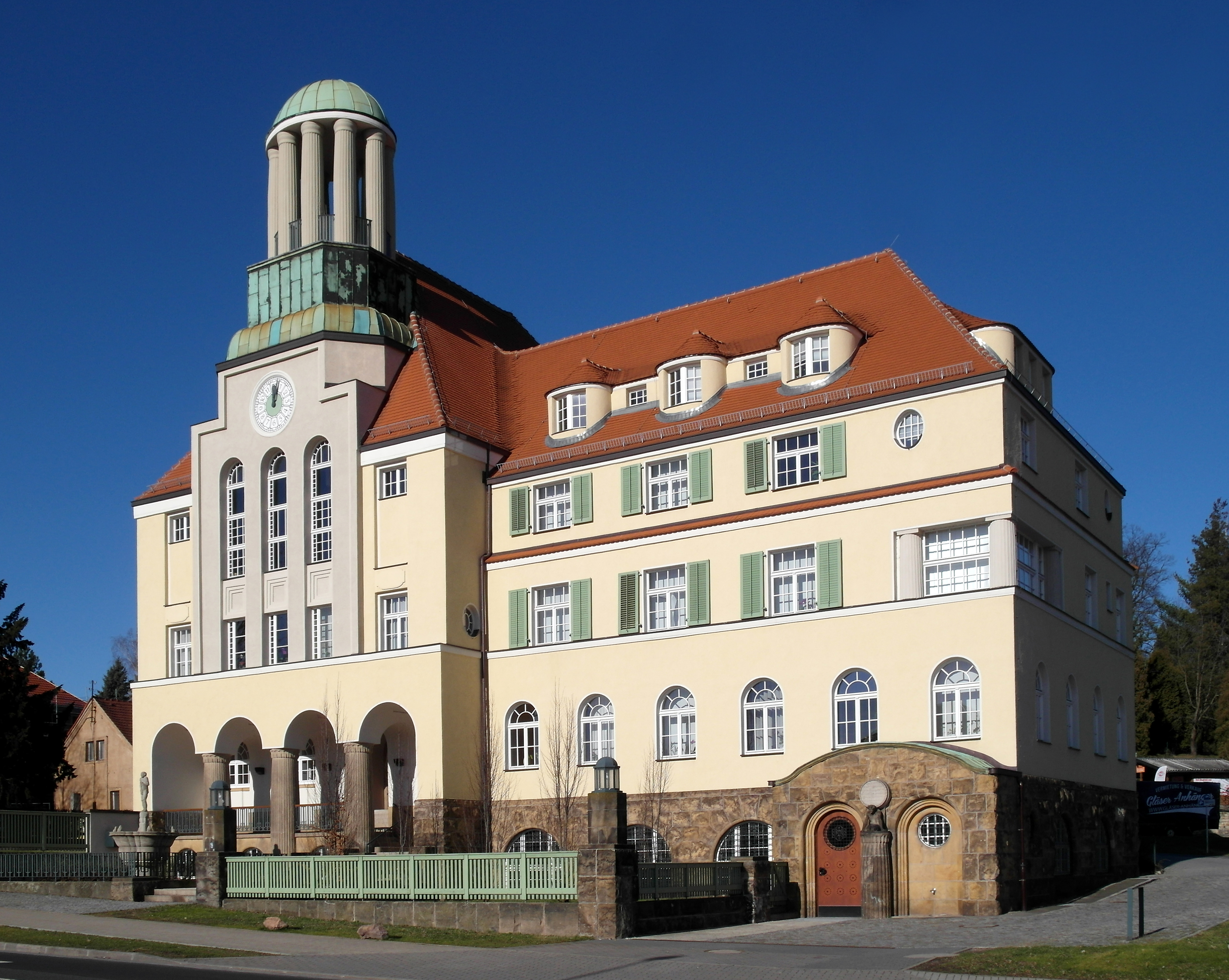
Rathaus Döhlen

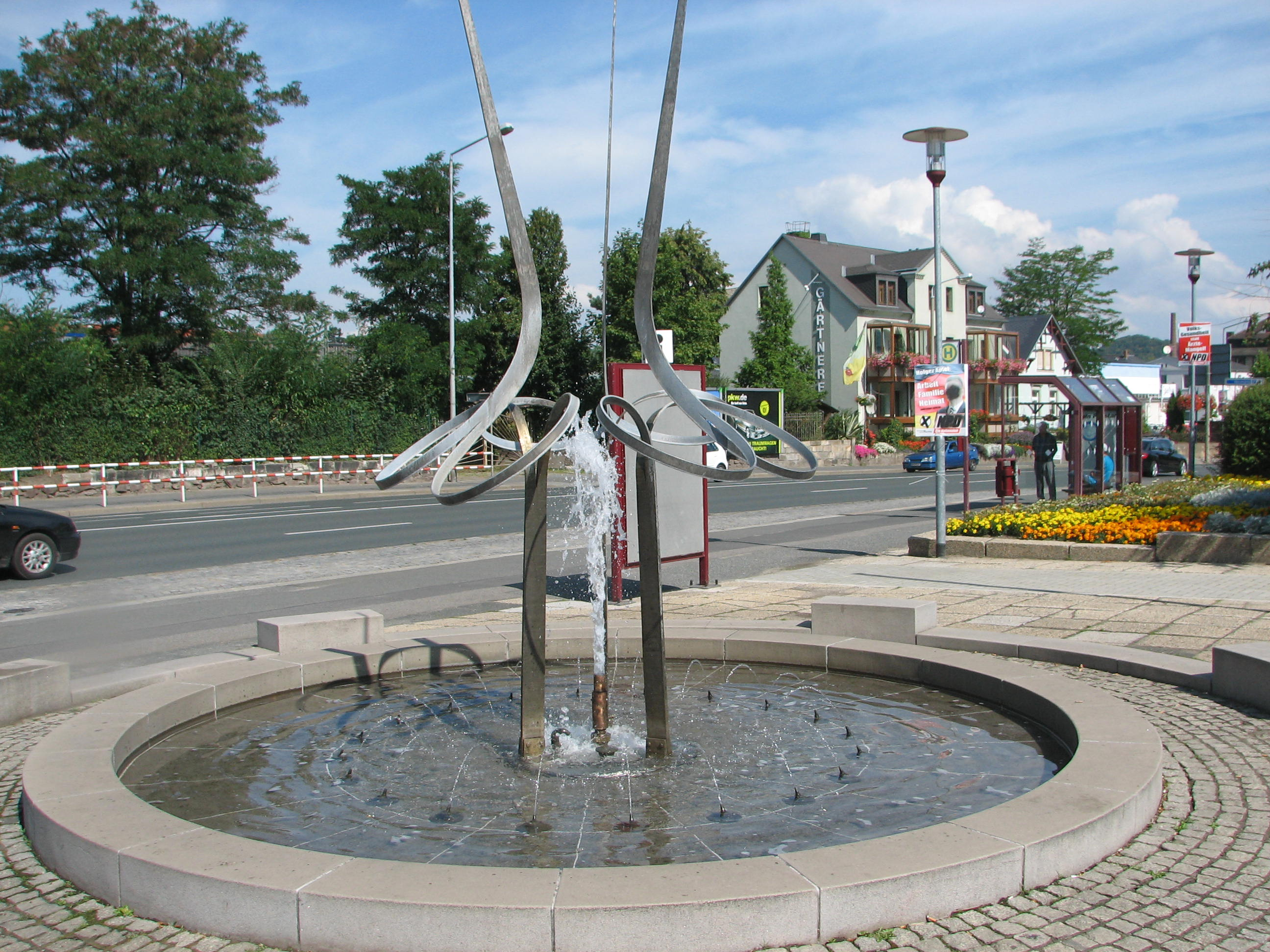
Brunnen am Neumarkt

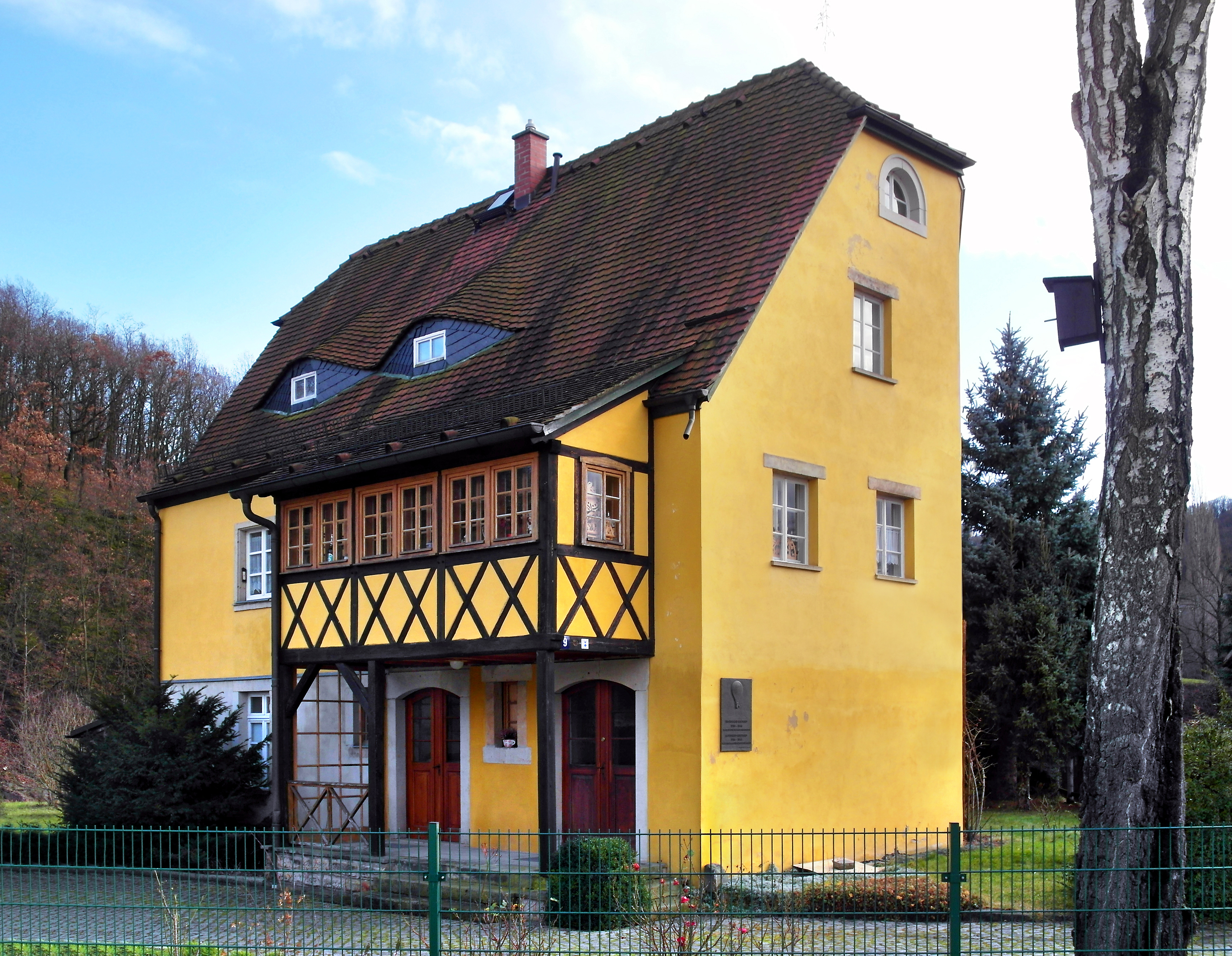
Reichardstr. 9, Haus der 1. deutschen Ballonfahrerin Wilhelmine Reichard

### Plätze und Parks
In Döhlen befindet sich der Freitaler Neumarkt mit Stellplätzen sowie Flächen für Veranstaltungen. Hinter dem Neumarktgelände, am Ufer der Weißeritz, liegt der „Windbergpark“. Der Neumarkt hat eine aus Richtung Deuben bediente Bushaltestelle. Neben der Haltestelle steht ein Brunnen aus dem Jahr 1976.
An der Straße in Richtung des Freitaler Stadtteils Burgk liegt der Platz des Friedens. Dort finden die großen Freitaler Veranstaltungen statt, wie das Windbergfest und Zirkusvorstellungen. Angrenzend an den Platz des Friedens liegt ein kleiner Park. In der Wilhelmine-Reichard-Siedlung befindet sich ein Innenhof, der mit Bänken und Bäumen sowie einem kleinen Brunnen ausgestattet ist. Direkt am ehemaligen Freitaler Kino liegt ein Park, der 2006 eingeweiht wurde und ebenfalls einen Brunnen hat.

### Gedenkstätten
- Bronzeplastik aus dem Jahr 1958 vom Bildhauer Wieland Förster am Platz des Friedens vor dem Stadion zur Erinnerung an alle Opfer des Faschismus.

## Wirtschaft und Infrastruktur
In Döhlen befinden sich die Werkshallen sowie Teile der Abbaugebiete des Ziegelwerkes Eder, das 56 Mitarbeiter beschäftigt. Weitere größere Unternehmen im Stadtteil sind das Edelstahlwerk (ca. 700 Mitarbeiter, Stand: 2014) sowie die Glashütte Freital (ca. 70 Mitarbeiter, Stand: 2010). Die kommunalen Firmen „Freitaler Stadtwerke GmbH“ sowie „Freitaler Wohnungsgesellschaft mbH“ haben ihren Sitz in Döhlen. Bis zum Jahr 2011 war der Stadtteil Standort der größten Veranstaltungshalle Freitals, der Windberg-Arena. Sie war in einer alten Fabrikhalle des Plastmaschinenwerks untergebracht, die wegen Baumängeln zuerst geschlossen und schließlich abgerissen werden musste. Auf der Abrissfläche entsteht ein Gewerbepark, am Neumarkt wurde in Verbindung damit ein Technologie- und Gründerzentrum errichtet. Auf einer ebenfalls nach Abriss von Fabrikhallen entstandenen Brachfläche neben der Windberg-Arena entstand Anfang der 2000er Jahre ein Baumarkt der Kette Toom.
Durch Döhlen verlaufen die Staatsstraßen S 36 und S 194. Durch die Lage im Zentrum Freitals ist Döhlen ein wichtiger Verkehrsknotenpunkt für den Stadtverkehr, hier befinden sich die verkehrsstarken Kreuzungen zwischen den Straßen nach Dresden und Tharandt (Dresdner Straße), nach Kesselsdorf (Wilsdruffer Straße), nach Weißig (Lutherstraße) und in den Stadtteil Burgk bzw. nach Bannewitz (Burgker Straße). Die Freitaler Umgehungsstraße verläuft direkt östlich des Ortskerns, um den an der Dresdner Straße gelegenen wenig attraktiven Teil Neudöhlens vom Verkehr zu entlasten.
Die Anbindung des Stadtteils an den Stadtverkehr Freital wird vor allem durch die Buslinie D des Regionalverkehrs Sächsische Schweiz-Osterzgebirge sichergestellt. Diese Linie verkehrt vom Busbahnhof in Deuben ausgehend durch Neudöhlen über die Schachtstraße südlich des Ortskerns in Richtung Weißig. Durch Neudöhlen führen zudem alle anderen Stadtbusse. Die Buslinie 160 (vormals A) ersetzte die 1974 eingestellte Plauensche Grundbahn, eine Dresdner Straßenbahnlinie, die bis in den Stadtteil Hainsberg verkehrte. Die Bahnstrecke Dresden–Werdau verläuft in südwestlich-nordöstlicher Richtung durch den Stadtteil.

### Behörden
In Döhlen sind einige Behörden ansässig, wie das Jobcenter Sächsische Schweiz-Osterzgebirge am Johann-Georg-Palitzsch-Hof und gegenüber auf der Hüttenstraße der Freitaler Standort des Bundesamts für Sicherheit in der Informationstechnik.

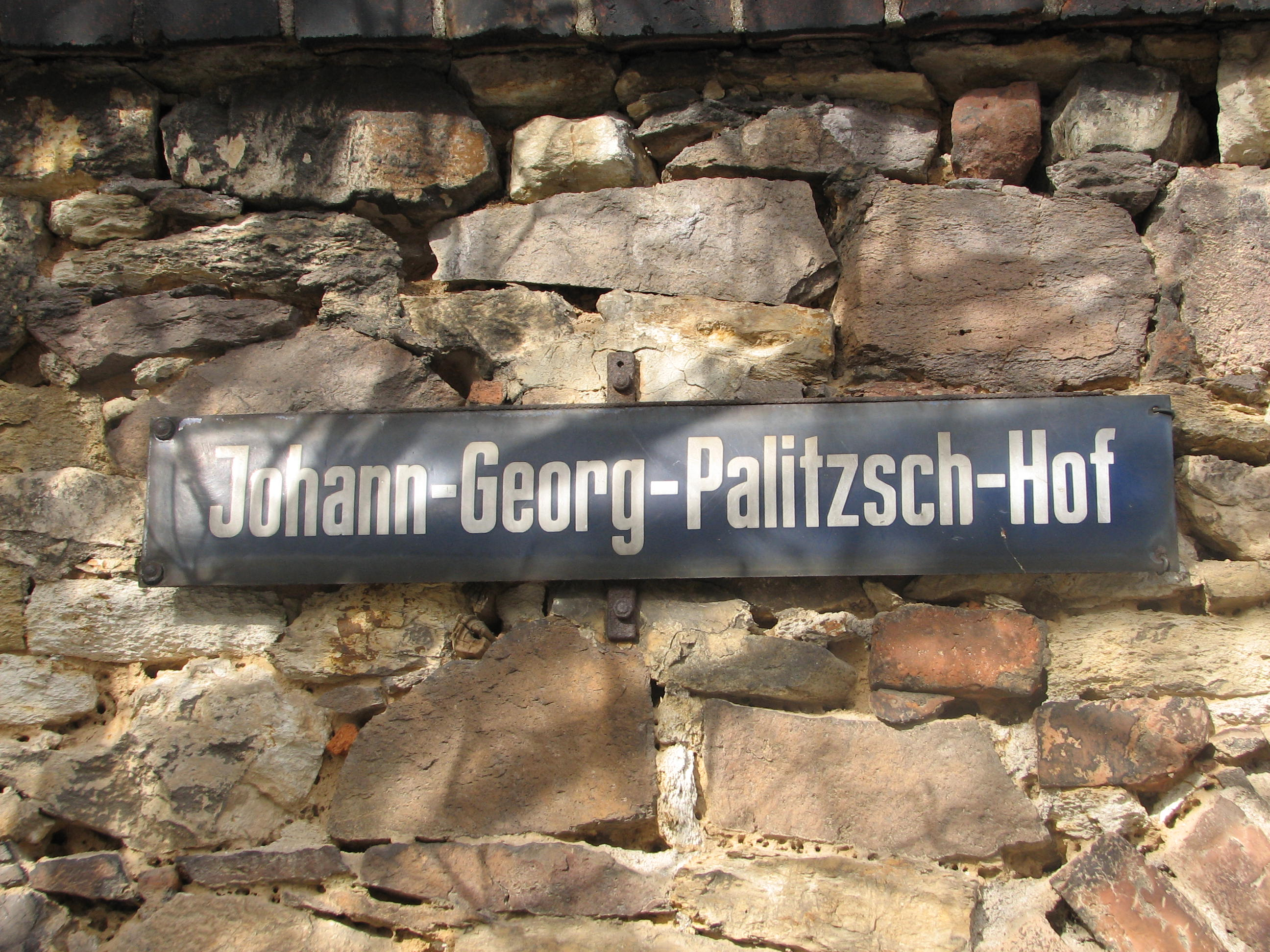
Straßenschild in Döhlen

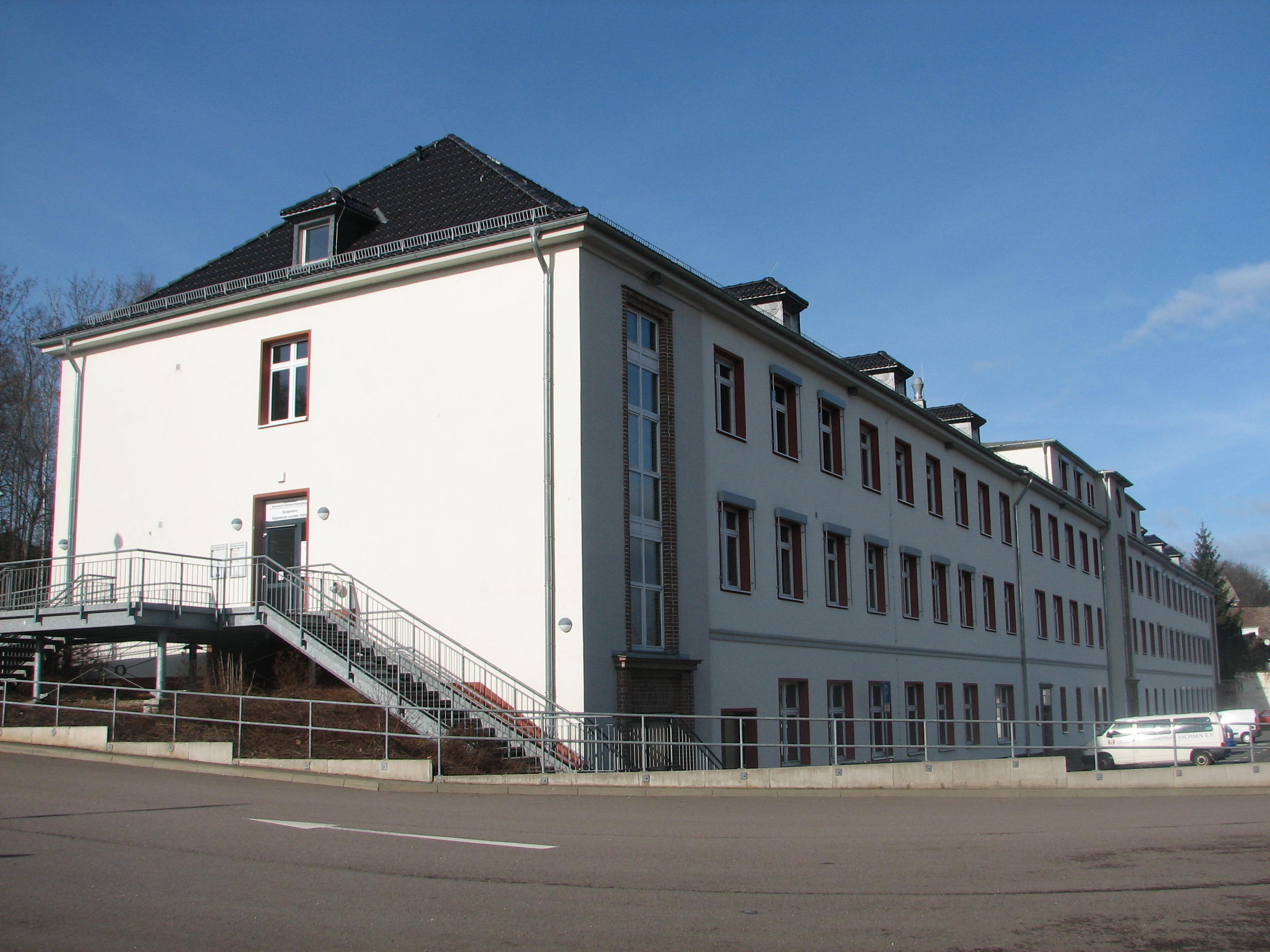
Sitz des Bundesamts für Sicherheit in der Informationstechnik

## Bildung
Es gibt die Schule zur Lernförderung Freital, eine Kindertagesstätte Schatzinsel sowie mit dem IB Freital einen Träger der Jugend-, Sozial- und Bildungsarbeit.

## Persönlichkeiten
- Johann Theodor Roscher (* 1. November 1755 in Mildenau; † 3. November 1829 in Döhlen), sächsischer Hütteninspektor
- Adolf Theodor Roscher (* 20. Januar 1782 in Großenhain; † 20. Januar 1861 in Döhlen), Industrieller
- Robert Lattermann, Gründer der Gussstahlfabrik Döhlen
- Andreas Tamitius (* 13. August 1633 in Döhlen; † 1700 in Dresden), Orgelbauer
- Friedrich Adolf Geißler (* 4. Oktober 1868 in Döhlen; † 12. April 1931 in Dresden), Musikkritiker, Schriftsteller
- Adolph Nägel (* 16. Dezember 1875 in Döhlen; † 17. September 1939 in Dresden), Professor für Kolbenmaschinenbau, Rektor der TH Dresden
- Rudolf Schröter (* 3. April 1887 in Döhlen; nach 1958), deutsch-tschechoslowakischer Glasgestalter
- Erwin Hilsky (* 1905 in Döhlen; † 1980 in Baienfurt bei Ravensburg), Scherenschneider

## Trivia
- Die bekannte sächsische Schwarzbiermarke „Schwarzer Steiger“ wurde ursprünglich in der 1842 gegründeten Brauerei Döhlen-Freital hergestellt, die in der DDR-Zeit zum Betriebsteil der Felsenkeller-Brauerei wurde und 1991 schloss.[18][19]
- „Döhlen“ war der Name einer Lokomotive der Reihe Albertsbahn – Elbe bis Burgk.